# Armand Pien
Armand Nicolas Pien (Gent, 2 januari 1920 – aldaar, 22 september 2003) heeft zijn bekendheid te danken aan het feit dat hij gedurende 37 jaar (1953-1990) weerman was bij de Belgische publieke omroep, de BRT, die later overging in de VRT. Naast weerpraatjes verzorgde hij ook wetenschaps- en amusementsprogramma's en presenteerde hij een populaire quiz.

## Levensloop

### Studies
Armand Pien studeerde in 1942 af als licentiaat wiskunde met specialisatie sterrenkunde aan de Universiteit Gent. Zijn licentiaatsverhandeling schreef hij over kometen.

### Weerman
Na de BBC was de Vlaamse televisie de eerste in Europa met een uitgebreid weerbericht op tv. Toen de televisie startte, zocht men naar een weerman. Omdat hij de enige Nederlandstalige was in het Meteorologisch Instituut in Ukkel, was zijn aanstelling evident. Behalve kijkers uit Vlaanderen, kreeg Pien ook steeds meer kijkers in Nederland. Na de invoering van de kabeltelevisie reikte zijn populariteit tot ver boven de grote rivieren. Pien bezat de gave om in eenvoudige bewoording complexe atmosferische verschijnselen over te brengen bij een breed publiek. In zijn weerbericht besteedde hij altijd veel aandacht aan de straalstroom, die op geen enkele weerkaart ontbrak en essentieel was bij het voorspellen van het weer. 

### Overlijden
In 2003 overleed Armand Pien op 83-jarige leeftijd aan een hartinfarct. Hij is in het harnas gestorven; hij was immers tot op de laatste dag op het Koninklijk Meteorologisch Instituut te Ukkel te vinden. Hij was gehuwd en liet geen kinderen na. 

## Stijl
Pien was een geliefd persoon door zijn humorvolle presentatie en zijn guitige uitstraling. Het weerbericht werd uitgezonden na het BRT-nieuws. Opvallend bij het weerbericht was, dat er geen vastgestelde tijdsduur voor stond. Afhankelijk van het weerbericht van Pien, kon de programmering meerdere minuten opschuiven. Een kwinkslag was nooit ver weg en als ergens geen weerspreuk voor bestond, vond hij er wel een uit: Een herfst zonder stormen is als een vrouw zonder vormen of nog een opmerkelijke uitspraak: mijn weerberichten kloppen altijd alleen het weer houdt er zich niet aan. Zijn bekendste visuele grappen bestonden erin - uit schaamte voor het zoveelste totaal falen van de KMI-voorspelling - het weerbericht te presenteren met een roodgekleurd gezicht of zelfs zonder hoofd. Zijn interesse in de natuur in het algemeen was zeer groot en hij kon het nauwelijks laten overmaatse of vreemd gevormde groenten en fruit naar de studio te brengen. Pien sloot zijn weerbericht steevast af met de woorden "Goedenavond, beste kijkers".

### Straalstroom
Naast het introduceren van de straalstroom, was Pien altijd bezig zijn kijkers op een enthousiaste wijze te onderrichten. Daarbij was hij zijn tijd ver vooruit. Hij ging daarbij nieuwe technische ontwikkelingen niet uit de weg. Toen de computer nog in het beginstadium verkeerde, wist Pien al weersvoorspellingen te doen voor een week met behulp van de computer van Offenbach en Reading. Ook wist hij de kijkers te boeien met zijn interesse voor de ruimtevaart. Hij was een van de eersten die de luchtdruk niet langer uitdrukte in millibar, doch deze verving voor hPa. Uitermate sceptisch stond hij tegenover het broeikaseffect en het gat in de ozonlaag. De opwarming van de Aarde weet hij aan de toename van het aantal bewoners in combinatie met hun autogebruik en verwarming, en hij wees op het cyclisch karakter van het gat in de ozonlaag.

### Tsjernobyl
Na de kernramp in Tsjernobyl in 1986 werd beweerd dat Pien de bevolking bewust niet had ingelicht over de radioactiviteit die bij die ramp was vrijgekomen. Aanvankelijk wist Pien zelf niet dat de nucleaire wolk richting België kwam en beweerde hij dan ook dat er geen gevaar was. Toen bleek dat er wel degelijk een probleem was, gaven het KMI en de top van de BRT hem alleen toestemming om erover te spreken in meteorologische context. Hij mocht geen paniek zaaien.

### Pseudowetenschappen
Pien keerde zich tegen pseudowetenschap. Astrologie en ufo's werden door hem bekritiseerd. In 1968 hield hij als aanklager op tv een debat met een astroloog. Ook weigerde hij vanaf een zeker moment duivenberichten in zijn weerprogramma op te nemen, nadat hij kennis had genomen van de wijze van transporteren van deze dieren naar hun losplaats.

## Activiteiten
Pien was onder andere medestichter en bestuurslid van de vzw Vrienden van de Oude Sterrenwacht van de Universiteit Gent, die bij de officiële opening in 1996 zijn naam zou krijgen. Pien stond ook mee aan de basis van de Volkssterrenwacht Mira te Grimbergen. Daarnaast was hij waarnemend directeur van het planetarium te Brussel en erelid van SKEPP.
Behalve op de BRT, waar hij zo'n 5000 weerpraatjes verzorgde, was hij ook wekelijks te beluisteren op de radio, waar hij 3000 keer te horen was. In het programma Platenpoets van Lutgart Simoens op de vrijdagochtend op BRT-2 radio, wist hij de luisteraars tot soms wel een half uur telefonisch te vermaken met zijn weerpraatje. Hij gaf dan ook antwoord op gestelde vragen, die in ruime zin betrekking hadden op het weer. Wanneer een uitzending op locatie plaatsvond was Pien meestal ook aanwezig. Het aantal belangstellenden was groot. Pien deelde na de uitzending weerkaarten uit en strooide royaal met zijn handtekening.

## Trivia
- In 2005 werd er een klein museum met zijn naam geopend in het gemeentehuis van Hoeilaart.
- Hij speelde een rol in de Belgische absurdistische film De Ordonnans, (1962).
- Pien was goed bevriend met striptekenaar Marc Sleen. Sleen stak in zijn stripreeksen vaak enkele grapjes rond Pien.
- Armand Pien wist ooit aan het einde van een weerpraatje te vermelden dat hij "in de ruimte vloog". Er was en is nog steeds namelijk een planetoïde (2816 Pien) naar hem vernoemd.
- Armand Pien reikte aan de Rijksuniversiteit Gent elk academiejaar een prijs uit aan de student die de beste scriptie in de sterrenkunde schreef. Deze rol is inmiddels overgenomen door David Dehenauw, sedert 2013 gastprofessor aan de UGent.
- Frank Dingenen & Zijn Vier Windpokken (Bart De Pauw, Tars Lootens, Bart Tauwenberg, Frank Bervoets) brachten in 1988 het lied Liever Armand Pien over hem uit.[4] Het nummer verbleef drie weken in de Vlaamse Top 10 en piekte op positie 7.[5] Ook de Brusselse rockband De Fanfaar blies de loftrompet over hem in het lied "Armand Pien".
- In 2022 werd een storm naar Pien vernoemd.[6]